# Show Of The Year
 (mars 2019).
Le Show Of The Year (SOTY) est la plus grande manifestation artistique annuelle se déroulant au Sénégal. 
Il est initié par le rappeur et producteur Nitdoff et a lieu depuis 2009,,.